# Тобуроков, Николай Николаевич
Никола́й Никола́евич Тобуро́ков (1 марта 1933, Оросунский наслег, Верхневилюйский улус, Якутская АССР — 9 июня 2021, Якутск) — советский и российский литературный критик и литературовед. Доктор филологических наук, профессор.

## Биография
Родился 1 марта 1934 года в Оросунском наслеге Верхневилюйского улуса Якутской АССР в многодетной семье.
После окончания в 1947 году Намской семилетней школы Верхневилюйского улуса поступил в Вилюйское педагогическое училище им. Н. Г. Чернышевского. Получив диплом с отличием в 1951 году, работал учителем, заведующим начальной школы в Абыйском районе. Тобуроков решил продолжить обучение и в 1958 году с отличием окончил историко-филологический факультет Якутского государственного университета. После окончания работал учителем, директором школы в Вилюйском улусе.
В 1960—1964 годах был аспирантом Якутского филиала СО АН СССР, научным сотрудником Института языка, литературы и истории (ИЯЛИ, Якутск).
1964—1974 гг. — работал в аппарате Якутского обкома КПСС.
1974—1984 гг. — заместитель директора ИЯЛИ.
1988—1994 гг. — главный научный сотрудник ИЯЛИ.
С 1994 года — заведующий кафедрой якутской литературы Якутского государственного университета им. М. К. Аммосова.
В настоящее время профессор-исследователь кафедры якутской литературы Института языков и культуры народов Северо-Востока РФ Северо-Восточного федерального университета имени М. К. Аммосова.
Член Союза писателей СССР с 1985 года.
Председатель диссертационного совета при Якутском государственном университете по специальности «Литература народов России».
Под руководством Н. Н. Тобурокова защищены 13 кандидатских и докторских диссертаций.
Автор 30 монографий и книг, более 300 научных статей.

### Научные звания и достижения
1965 год — защитил кандидатскую диссертацию по теме «Эрилик Эристиин. Жизнь и творческий труд».
1987 год — защитил докторскую диссертацию по теме «Становление и развитие стихосложения в советской поэзии тюркоязычных народов Сибири».
С 1999 года профессор Якутского государственного университета им. М. К. Аммосова (по специальности «Теория литературы»).

### Премии и награды
Заслуженный деятель науки Республики Саха (Якутия) (1996).
Награждён Почётными грамотами Республики Саха (Якутия), АН РФ, медалью ордена «За заслуги перед Отечеством» 2-й степени, медалями «В ознаменование 100-летия со дня рождения Владимира Ильича Ленина», «За трудовую доблесть», Медаль «За доблестный труд в Великой Отечественной войне 1941—1945 гг.».
1992 год — лауреат литературной премии имени Эрилик Эристиинэ.
В 1993—1995 годах стал стипендиатом Российского фонда гуманитарных наук для выдающихся учёных России.